# المناخر
المناخر هي بلدة في محافظة عمان شمال غربيّ الأردن.